# Biotyt (pocisk)
Biotyt – polski pocisk ćwiczebny kalibru 125 mm przeznaczony do szkolenia w strzelaniu pociskami przeciwpancernymi podkalibrowymi, stabilizowanymi brzechwowo (APFSDS).
W czasie szkolenia załóg czołgów poważnym problemem jest duża strefa niebezpieczna przy strzelaniu pociskami  APFSDS. Sięga ona 20-40 km. Dlatego w WITU opracowano prototypy dwóch ćwiczebnych pocisków APFSDS. Projekty otrzymały kryptonimy Biotyt i Baryt.
Biotyt jest pociskiem rdzeniowym, składającym się ze stalowego rdzenia osadzonego w trójdzielnym, sabocie ze stopu aluminium. Wewnątrz rdzenia umieszczony jest ładunek pirotechniczny który po przeleceniu poprzez pocisk około 2000 m powoduje oderwanie tylnej, ubrzechwionej części rdzenia. Powoduje to destabilizację pocisku dzięki czemu szybko wytraca on prędkość, a w rezultacie strefa niebezpieczna zmniejsza się do 6000-8500 m